# Paul Bosvelt
Paul Bosvelt (Doetinchem, 26 marzo 1970) è un ex calciatore olandese, di ruolo centrocampista. Attualmente allenatore del Jong Twente e vice allenatore di Fred Grim alla guida dell'Olanda Under-21.

## Carriera

### Club
Iniziò la sua carriera nel ruolo di centrocampista con i Go Ahead Eagles nel 1989 e nel 1994 si accordò con il Twente. Nel 1997 si trasferì al Feyenoord, con cui vinse il titolo nazionale nel 1999 e nel 2002 una coppa UEFA da capitano. Nel 2003 passò al Manchester City, dove giocò per due stagioni, per poi tornare nei Paesi Bassi nel 2005 nelle file dell'Heerenveen.

### Nazionale
Con la Nazionale olandese conta 24 presenze senza alcun gol. Ha disputato gli Europei 2000, prendendo parte anche alla semifinale con l'Italia, dove sbagliò l'ultimo rigore, parato dall'italiano Francesco Toldo. Partecipò anche al Campionato europeo 2004, al termine del quale annunciò il suo addio agli Orange.

### Allenatore
Il 29 giugno 2012 diventa vice allenatore di Frank Tempelman, tecnico della selezione C-1 del Twente.
Il 20 luglio 2015 viene nominato vice allenatore di Fred Grim alla guida dell'Olanda Under-21.
Il 7 giugno 2016 viene nominato allenatore del Jong Twente in seconda divisione olandese.

## Palmarès

### Titoli nazionali
- Campionato olandese: 1

Feyenoord: 1998-1999
- Supercoppa dei Paesi Bassi: 1

Feyenoord: 1999

### Titoli internazionali
- Coppa UEFA: 1

Feyenoord: 2001-2002